# Carl Bernstein

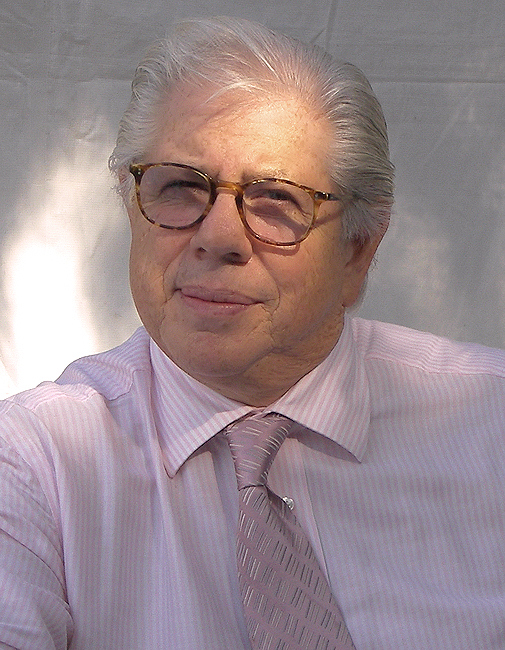
Carl Bernstein (2007)

Carl Bernstein (* 14. Februar 1944 in Washington, D.C.) ist ein US-amerikanischer Journalist. Er deckte zusammen mit Bob Woodward als Reporter der Washington Post die Hintergründe der Watergate-Affäre auf.

## Leben
Bernstein ist auch als Buchautor tätig. So verfasste er eine Biografie über Papst Johannes Paul II. Die Watergate-Affäre war später Vorbild für den Film Die Unbestechlichen. Bernstein wurde darin von Dustin Hoffman dargestellt. Bernstein war ebenfalls Vorlage für den Charakter von Jack Nicholson in dem Film Sodbrennen. In der Romanvorlage von Drehbuchautorin Nora Ephron thematisiert diese Bernsteins Seitensprung mit einer gemeinsamen Bekannten, während sie selbst von ihm ein Kind erwartete.
Nachdem Carl Bernstein 1977 die Washington Post verlassen hatte, beschäftigte er sich sechs Monate lang mit den Beziehungen zwischen der CIA und der Presse während der Jahre des Kalten Krieges. Später war Carl Bernstein unter anderem Kolumnist im erfolgreichen US-Blog The Huffington Post. Bernstein berät seit 2017 den Nachrichtensender CNN beim Aufbau eines „Investigativpools“. Dies war eine der Reaktionen auf die Ablehnung und Beschimpfung des Senders durch die Administration von Präsident Donald Trump.

## Trivia
Die Watergate-Affäre wurde 1976 in Die Unbestechlichen mit Dustin Hoffman, der Bernstein darstellt, und Robert Redford in den Hauptrollen verfilmt.

## Werke (Auswahl)
- Carl Bernstein: Chasing History: A Kid in the Newsroom. Henry Holt, New York 2022, ISBN 978-1-62779-150-2.
- Carl Bernstein: Loyalties: A Son’s Memoir. MacMillan, London 1990, ISBN 978-0-333-52135-9.
- Carl Bernstein, Bob Woodward: Amerikanischer Alptraum. Das unrühmliche Ende der Ära Nixon. Europäische Verlagsanstalt, Köln 1976, ISBN 3-434-00227-8.
- Carl Bernstein, Bob Woodward: Die Watergate-Affäre. Droemer Knaur, München, Zürich 1974, ISBN 3-426-00362-7.